# Перимела
Перимела (др.-греч. Περιμήλη) — имя нескольких персонажей греческой мифологии:
- дочь Адмета и Алкесты, жена Аргуса[вд], сына Фрикса, и мать Магнета и Македона[1][2];
- дочь Амифаона, жена Антиона, сына Перифанта, и мать Иксиона[3] (её изображение в виде маленькой девочки у смертного одра матери сохранилось на крышке саркофага в Вилла Альбани)[4];
- дочь Гипподама, возлюбленная речного бога Ахелоя. Её отец, узнав об этой любви, столкнул дочь с обрыва, но Посейдон по просьбе Ахелоя превратил Перимелу в остров[5][6].